# Poème de la folie
Poème de la folie ("Poema della follia"), è un poema del medico e scrittore tunisino Sleim Ammar.
Scritto nel 1992, il poema racconta la storia della malattia mentale attraverso i secoli e vuole essere una difesa della sua natura mutevole e della sua complessità. Il testo in versi è una tecnica utilizzata spesso dall'autore, che in quest'opera ne racchiude più di tremila.